# 彭熾輝

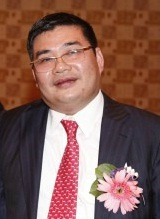
彭熾輝

彭熾輝（1963年11月—2013年3月17日），籍贯廣東佛山南海九江鎮，香港企业家。
他是「生果商人」，佛山市南海区政協委員，香港馬主，愛駒「永順益」，贏過頭馬25戰1勝。彭熾輝曾任浩輝集團（香港）有限公司董事長兼總經理，經營中港貿易船務貨物運輸業，水果及食品貿易。2008年北京奧運會進口水果指定供應商，1999年起贊助800萬人民幣家鄉修路及擴建醫院，成立基金資助貧困家庭，2011年獲頒授佛山市榮譽市民之名。
2013年3月17日，因四角恋纠葛，被同居女子黄淑勤亂刀劈死，终年49岁，杀手隨后当场跳楼死，此双尸命案惨剧震惊一时。